# Superligaen 2021-2022
La Superligaen 2021-2022 è stata la 108ª edizione della Superligaen, la massima serie del calcio danese, iniziata il 16 luglio 2021 e terminata il 29 maggio 2022. Il Brøndby era la squadra campione in carica; il titolo è stato vinto dal Copenaghen, che ha conquistato il titolo per la quattordicesima volta nella sua storia.

## Stagione

### Novità
Al termine della stagione precedente Lyngby e Horsens sono retrocesse in 1.Division, mentre sono state promosse dalla 1. Division Viborg e Silkeborg, rispettivamente prima e seconda classificate.

### Formula
Le 12 squadre partecipanti si affrontano in gironi di andata-ritorno, in cui ogni squadra gioca 22 partite, e i successivi play-off e play-out, in cui ogni squadra gioca ulteriori 10 partite. Al termine della stagione la squadra campione si qualificherà per i play-off della UEFA Champions League 2022-2023, mentre la seconda classificata per il secondo turno di qualificazione. Le squadra classificata al terzo posto si qualificherà per il secondo turno di qualificazione della UEFA Europa Conference League 2022-2023, mentre la squadra classificatasi quarta disputa uno spareggio con la prima classificata del girone play-out per un posto in Europa Conference League. Le ultime due squadre classificate dei Play-out retrocederanno in 1. Division.

## Squadre partecipanti
| Club         | Città      | Stadio                    | Stagione precedente               |
| ------------ | ---------- | ------------------------- | --------------------------------- |
| Aalborg      | Aalborg    | Aalborg Portland Park     | 7º posto in Superligaen           |
| Aarhus       | Aarhus     | Ceres Park                | 4º posto in Superligaen           |
| Brøndby      | Brøndby    | Brøndby Stadion           | 1º posto in Superligaen           |
| Copenaghen   | Copenaghen | Parken Stadium            | 3º posto in Superligaen           |
| Midtjylland  | Herning    | MCH Arena                 | 2º posto in Superligaen           |
| Nordsjælland | Farum      | Farum Park                | 5º posto in Superligaen           |
| Odense       | Odense     | Stadio Fionia Park        | 9º posto in Superligaen           |
| Randers      | Randers    | Stadio Essex Park Randers | 6º posto in Superligaen           |
| Silkeborg    | Silkeborg  | JYSK Park                 | 2º posto in 1. Division, promosso |
| SønderjyskE  | Haderslev  | Sydbank Park              | 8º posto in Superligaen           |
| Vejle        | Vejle      | Vejle Stadion             | 10º posto in Superligaen          |
| Viborg       | Viborg     | Viborg Stadion            | 1º posto in 1. Division, promosso |

## Allenatori
| Club         | Allenatore                                                              |
| ------------ | ----------------------------------------------------------------------- |
| Aalborg      | Martí Cifuentes (1ª-17ª) Oscar Hiljemark (18ª-20ª) Lars Friis (21ª-32ª) |
| Aarhus       | David Nielsen                                                           |
| Brøndby      | Niels Frederiksen                                                       |
| Copenaghen   | Jess Thorup                                                             |
| Midtjylland  | Bo Henriksen                                                            |
| Nordsjælland | Flemming Pedersen                                                       |
| Odense       | Andreas Alm                                                             |
| Randers      | Thomas Thomasberg                                                       |
| Silkeborg    | Kent Nielsen                                                            |
| SønderjyskE  | Michael Boris (1ª-14ª) Henrik Hansen (15ª-32ª)                          |
| Vejle        | Carit Falch (1ª-5ª) Peter Sørensen (6ª-21ª) Ivan Prelec (22ª-32ª)       |
| Viborg       | Lars Friis (1ª-17ª) Jacob Friis (18ª-32ª)                               |

## Prima fase

### Classifica finale
|  | Pos. | Squadra      | Pt | G  | V  | N  | P  | GF | GS | DR  |
|  | ---- | ------------ | -- | -- | -- | -- | -- | -- | -- | --- |
|  | 1.   | Copenaghen   | 48 | 22 | 14 | 6  | 2  | 43 | 13 | +30 |
|  | 2.   | Midtjylland  | 42 | 22 | 13 | 3  | 6  | 37 | 22 | +15 |
|  | 3.   | Brøndby      | 40 | 22 | 11 | 7  | 4  | 30 | 24 | +6  |
|  | 4.   | Aalborg      | 38 | 22 | 11 | 5  | 6  | 36 | 26 | +10 |
|  | 5.   | Randers      | 33 | 22 | 9  | 6  | 7  | 26 | 25 | +1  |
|  | 6.   | Silkeborg    | 31 | 22 | 7  | 10 | 5  | 34 | 21 | +13 |
|  | 7.   | Viborg       | 27 | 22 | 6  | 9  | 7  | 31 | 33 | -2  |
|  | 8.   | Aarhus       | 26 | 22 | 6  | 8  | 8  | 24 | 29 | -5  |
|  | 9.   | Odense       | 21 | 22 | 4  | 9  | 9  | 31 | 35 | -4  |
|  | 10.  | Nordsjælland | 21 | 22 | 5  | 6  | 11 | 24 | 37 | -13 |
|  | 11.  | Vejle        | 16 | 22 | 4  | 4  | 14 | 21 | 48 | -27 |
|  | 12.  | SønderjyskE  | 13 | 22 | 2  | 7  | 13 | 17 | 41 | -24 |

Legenda:
      Ammesse ai Play-off
      Ammesse ai Play-out
Regolamento:
Tre punti per la vittoria, uno per il pareggio, zero per la sconfitta.

### Risultati
|              | Aal  | Aar  | Brø  | Cop  | Mid  | Nor  | Ode  | Ran  | Sil  | Søn  | Vej  | Vib  |
| ------------ | ---- | ---- | ---- | ---- | ---- | ---- | ---- | ---- | ---- | ---- | ---- | ---- |
| Aalborg      | –––– | 2-0  | 3-0  | 1-3  | 0-1  | 2-1  | 2-0  | 1-1  | 1-4  | 4-0  | 0-0  | 2-5  |
| Aarhus       | 1-0  | –––– | 1-1  | 1-3  | 3-0  | 2-3  | 2-2  | 1-2  | 1-1  | 1-0  | 1-0  | 1-1  |
| Brøndby      | 2-1  | 1-1  | –––– | 2-1  | 2-0  | 0-1  | 2-1  | 1-0  | 1-1  | 1-0  | 3-2  | 1-1  |
| Copenaghen   | 2-2  | 1-1  | 4-2  | –––– | 0-1  | 1-0  | 2-0  | 3-0  | 0-0  | 2-0  | 3-0  | 1-1  |
| Midtjylland  | 0-2  | 4-0  | 1-2  | 0-1  | –––– | 2-0  | 1-2  | 1-0  | 3-0  | 3-2  | 4-1  | 3-1  |
| Nordsjælland | 0-2  | 0-0  | 0-2  | 1-5  | 2-2  | –––– | 3-1  | 0-0  | 1-1  | 1-1  | 3-1  | 1-2  |
| Odense       | 2-3  | 0-0  | 2-2  | 0-2  | 2-2  | 2-0  | –––– | 1-2  | 1-1  | 2-1  | 6-0  | 2-3  |
| Randers      | 1-1  | 1-0  | 1-1  | 0-2  | 1-3  | 3-2  | 1-1  | –––– | 2-1  | 1-0  | 4-1  | 0-1  |
| Silkeborg    | 0-0  | 0-2  | 0-1  | 0-0  | 0-1  | 4-1  | 1-1  | 2-1  | –––– | 0-0  | 3-0  | 4-1  |
| SønderjyskE  | 1-3  | 2-3  | 1-0  | 1-1  | 0-2  | 0-2  | 2-2  | 1-1  | 0-6  | –––– | 1-0  | 2-2  |
| Vejle        | 0-1  | 3-2  | 2-2  | 0-4  | 1-1  | 2-0  | 2-0  | 0-2  | 2-4  | 3-1  | –––– | 1-1  |
| Viborg       | 2-3  | 2-0  | 0-1  | 0-2  | 0-2  | 2-2  | 1-1  | 1-2  | 1-1  | 1-1  | 2-0  | –––– |

## Seconda fase

### Play-off
I punti sono conteggiati come una continuazione della prima fase: ogni squadra affronta le altre 5 in casa e in trasferta, ma i punti sono gli stessi che le squadre avevano nella prima fase.

#### Classifica finale
|                      | Pos. | Squadra     | Pt | G  | V  | N  | P  | GF | GS | DR  |
| -------------------- | ---- | ----------- | -- | -- | -- | -- | -- | -- | -- | --- |
| Danimarca (bandiera) | 1.   | Copenaghen  | 68 | 32 | 20 | 8  | 4  | 56 | 19 | +37 |
|                      | 2.   | Midtjylland | 65 | 32 | 20 | 5  | 7  | 59 | 33 | +26 |
|                      | 3.   | Silkeborg   | 49 | 32 | 13 | 10 | 9  | 54 | 37 | +17 |
|                      | 4.   | Brøndby     | 48 | 32 | 13 | 9  | 10 | 40 | 41 | -1  |
|                      | 5.   | Aalborg     | 45 | 32 | 13 | 6  | 13 | 47 | 45 | +2  |
|                      | 6.   | Randers     | 43 | 32 | 12 | 7  | 13 | 36 | 42 | -6  |

Legenda:
      Campione di Danimarca e ammessa alla UEFA Champions League 2022-2023
      Ammessa alla UEFA Champions League 2022-2023.
      Ammessa alla UEFA Europa League 2022-2023
      Ammessa alla UEFA Europa Conference League 2022-2023
 Ammessa allo spareggio qualificazione della UEFA Europa Conference League 2022-2023
Regolamento:
Tre punti per la vittoria, uno per il pareggio, zero per la sconfitta.

#### Risultati
|             | Aal  | Brø  | Cop  | Mid  | Ran  | Sil  |
| ----------- | ---- | ---- | ---- | ---- | ---- | ---- |
| Aalborg     | –––– | 1-3  | 0-1  | 1-2  | 3-0  | 1-2  |
| Brøndby     | 0-1  | –––– | 1-1  | 1-3  | 0-1  | 2-1  |
| Copenaghen  | 3-0  | 2-0  | –––– | 1-0  | 0-1  | 2-1  |
| Midtjylland | 2-0  | 2-2  | 0-0  | –––– | 3-2  | 3-2  |
| Randers     | 2-2  | 2-1  | 0-2  | 1-3  | –––– | 1-2  |
| Silkeborg   | 4-2  | 3-0  | 3-1  | 1-4  | 1-0  | –––– |

### Play-out
I punti sono conteggiati come una continuazione della prima fase: ogni squadra affronta le altre 5 in casa e in trasferta, ma i punti sono gli stessi che le squadre avevano nella prima fase.

#### Classifica finale
|  | Pos. | Squadra      | Pt | G  | V  | N  | P  | GF | GS | DR  |
|  | ---- | ------------ | -- | -- | -- | -- | -- | -- | -- | --- |
|  | 7.   | Viborg       | 44 | 32 | 10 | 14 | 8  | 45 | 43 | +2  |
|  | 8.   | Odense       | 38 | 32 | 8  | 14 | 10 | 45 | 46 | -1  |
|  | 9.   | Nordsjælland | 36 | 32 | 8  | 12 | 12 | 38 | 47 | -9  |
|  | 10.  | Aarhus       | 30 | 32 | 6  | 12 | 14 | 31 | 43 | -12 |
|  | 11.  | Vejle        | 29 | 32 | 7  | 8  | 17 | 31 | 60 | -29 |
|  | 12.  | SønderjyskE  | 23 | 32 | 4  | 11 | 17 | 28 | 54 | -26 |

Legenda:
 Ammessa allo spareggio qualificazione della UEFA Europa Conference League 2022-2023
      Retrocessa in 1.Division 2022-2023
Regolamento:
Tre punti per la vittoria, uno per il pareggio, zero per la sconfitta.

#### Risultati
|              | Aar  | Nor  | Ode  | Søn  | Vej  | Vib  |
| ------------ | ---- | ---- | ---- | ---- | ---- | ---- |
| Aarhus       | –––– | 2-2  | 1-2  | 1-1  | 0-0  | 0-2  |
| Nordsjælland | 2-2  | –––– | 1-1  | 2-0  | 2-1  | 2-0  |
| Odense       | 1-0  | 2-1  | –––– | 1-1  | 2-1  | 1-1  |
| SønderjyskE  | 2-1  | 1-1  | 2-2  | –––– | 0-1  | 0-2  |
| Vejle        | 1-0  | 0-0  | 2-1  | 0-3  | –––– | 2-2  |
| Viborg       | 1-0  | 1-1  | 1-1  | 2-1  | 2-2  | –––– |

## Spareggio Europa Conference League
|         | Risultati       |        | Luogo e data            |
| ------- | --------------- | ------ | ----------------------- |
| Aalborg | 1 - 1 (1-3 dtr) | Viborg | Aalborg, 29 maggio 2022 |
|         |                 |        |                         |

## Statistiche

### Individuali

#### Classifica marcatori
| Gol |  |  | Giocatore                | Squadra      |
| --- |  |  | ------------------------ | ------------ |
| 17  |  |  | Nicklas Helenius         | Silkeborg    |
| 14  |  |  | Louka Prip               | Aalborg      |
| 12  |  |  | Evander                  | Midtjylland  |
| 11  |  |  | Mikael Uhre              | Brøndby      |
| 11  |  |  | Sebastian Jørgensen      | Silkeborg    |
| 11  |  |  | Pep Biel                 | Copenhagen   |
| 10  |  |  | Nicolai Vallys           | Silkeborg    |
| 10  |  |  | Issam Jebali             | Odense       |
| 9   |  |  | Simon Adingra            | Nordsjælland |
| 8   |  |  | Anders Dreyer            | Midtjylland  |
| 8   |  |  | Júnior Brumado           | Midtjylland  |
| 8   |  |  | Milan Makarić            | Aalborg      |
| 8   |  |  | Iver Fossum              | Aalborg      |
| 7   |  |  | Vito Hammershøj Mistrati | Randers      |
| 7   |  |  | Stephen Odey             | Randers      |